# Koncentrat paszowy
Koncentrat paszowy – komponent, z którego hodowca może we własnym zakresie przygotować dla swoich zwierząt pełnoporcjową paszę. Koncentrat to źródło aminokwasów, białka, minerałów, witamin oraz dodatków mających istotny wpływ na kondycję i zdrowie zwierząt hodowlanych.